# Gianrico Tedeschi
Gianrico Tedeschi (Milánó, 1920. április 20. – Pettenasco, 2020. július 27.) olasz színész, szinkronszínész.

## Fontosabb filmjei
- Campo de' fiori (1943)
- Il padrone del vapore (1951)
- Mi ketten egyedül (Noi due soli) (1952)
- Opinione pubblica (1954)
- Gli ultimi cinque minuti (1955)
- Bravissimo (1955)
- I pappagalli (1955)
- Susanna tutta panna (1957)
- Femmine tre volte (1957)
- Carmela è una bambola (1958)
- Caporale di giornata (1958)
- A törvény (La legge) (1959)
- Non perdiamo la testa (1959)
- La cento chilometri (1959)
- L'impiegato (1960)
- Cartagine in fiamme (1960)
- Adua és társnői (Adua e le compagne) (1960)
- Il federale (1961)
- A szókimondó asszonyság (Madame Sans Gêne) (1961)
- Les quatre vérités (1962)
- Gli eroi del doppio gioco (1962)
- Egy francia Rómában (Tempo di Roma) (1963)
- Agymosás (RoGoPaG) (1963)
- I 4 tassisti (1963)
- Un marito in condominio (1963)
- A Mona Lisa tolvaja (Il ladro della Gioconda) (1966)
- Come imparai ad amare le donne (1966)
- Il marito è mio e l'ammazzo quando mi pare (1968)
- Gli infermieri della mutua (1969)
- Brancaleone alle Crociate (1970)
- Il merlo maschio (1971)
- Én nem látok, te nem beszélsz, ő nem hall (Io non vedo, tu non parli, lui non sente) (1971)
- A sors keze (Ettore lo fusto) (1972)
- L'uccello migratore (1972)
- Frankenstein all'italiana (1975)
- Mimì Bluette... fiore del mio giardino (1976)
- Szerelmi leckék (Spogliamoci così, senza pudor...) (1976)
- La presidentessa (1977)
- A rém (Il mostro) (1977)
- Dottor Jekyll e gentile signora (1979)
- Hurrikán Rosy (Temporale Rosy) (1980)
- Prestazione straordinaria (1994)
- Viva la libertà – Éljen a szabadság! (Viva la libertà) (2013)